# ۱۸۳۹ (میلادی)

## رویدادها
- بنیان‌گذاری شهر ساکرامنتو در ایالت کالیفرنیا، آمریکا.

## زادروزها
- ۳ مارس - جمشیدجی تاتا، صنعتگر و بنیان‌گذار گروه صنعتی تاتا
- ۱۶ مارس سولی پرودوم، شاعر و مقاله نویس فرانسوی و نخستین برندهٔ جایزه ادبی نوبل در سال ۱۹۰۱
- ۱۹ ژوئیه - پل سزان، یکی از تأثیرگذارترین نقاشان مدرن فرانسوی
- ۱۹ ژانویه – پل سزان، نقاش فرانسوی (د. ۱۹۰۶)
- ۱۱ فوریه – جوسایا ویلارد گیبس، دانشمند آمریکایی (د. ۱۹۰۳)
- ۲۱ مارس – مودست موسورگسکی، آهنگساز روسی (د. ۱۸۸۱)
- ۳۰ آوریل – فلوریانو پیکسوتو، سیاست‌مدار برزیلی
- ۲۱ ژوئن – ماشادو د آسیس، زبان‌شناس، مترجم، نویسنده، شاعر، و ژورنالیست برزیلی (د. ۱۹۰۸)
- ۲ سپتامبر – هنری جرج، اقتصاددان آمریکایی (د. ۱۸۹۷)
- ۵ دسامبر – جرج آرمسترانگ کاستر، افسر آمریکایی (د. ۱۸۷۶)

## مرگ‌ها
- ۸ ژوئیه – فرناندو سور، گیتاریست و آهنگساز اسپانیایی (ز. ۱۷۷۸)